# Saint-Martin-Gimois
Saint-Martin-Gimois is een gemeente in het Franse departement Gers (regio Occitanie) en telt 83 inwoners (2009). De plaats maakt deel uit van het arrondissement Auch.

## Geografie
De oppervlakte van Saint-Martin-Gimois bedraagt 6,7 km², de bevolkingsdichtheid is dus 12,4 inwoners per km².
De onderstaande kaart toont de ligging van Saint-Martin-Gimois met de belangrijkste infrastructuur en aangrenzende gemeenten.

## Demografie
Onderstaande figuur toont het verloop van het inwonertal (bron: INSEE-tellingen).